# Скавыш, Максим Петрович
Макси́м Петро́вич Ска́выш (бел. Максім Пятровіч Скавыш; род. 13 ноября 1989, Минск) — белорусский футболист, нападающий клуба «Торпедо-БелАЗ» и сборной Беларуси. Мастер спорта международного класса.

## Карьера

### Клубная
Воспитанник футбольной школы «Смена» (Минск). Первый тренер — Шутович Михаил Францевич.
Начал профессиональную карьеру в 2007 году в БАТЭ, выступал за дубль. С 2008 года — игрок основного состава . Включался БФФ в список 22 лучших футболистов чемпионата Беларуси 2009. Лучший снайпер Кубка Беларуси-2015/16 (7 мячей) и -2020/21 (4 мяча).
Участник Лиги чемпионов сезонов 2008/09 и 2011/12 и Лиги Европы сезонов 2018/19, 2009/10 (на счету по 1 мячу «Македонии» и клубу «Литекс» в ответном выездном матче плей-офф) и 2010/11 (забил гол «Маритиму» в ответном выездном матче плей-офф) в составе БАТЭ.
Сезон 2012 провёл в аренде в «Белшине». 19 февраля 2013 года отдан в аренду клубу «Балтика», выступающему в ФНЛ, до 31 мая. 23 мая подписал с клубом двухлетний контракт.
В середине 2015-го вернулся в Беларусь и заключил контракт с «Торпедо-БелАЗ». После первой половины сезона 2016 стал одним из лидеров жодинцев. В конце июня 2016-го стал игроком израильского «Хапоэля» из Кфар-Савы. Закрепиться в основе не сумел и в январе 2017 года покинул Израиль.
В январе 2017-го вновь стал игроком «Торпедо-БелАЗ». В сезоне 2017 провёл за автозаводцев все 30 матчей в чемпионате Беларуси, забил 9 голов.
В декабре 2017 года вернулся в БАТЭ, где начинал карьеру. В составе борисовчан стал преимущественно выходить на замену. В сезоне 2018 забил 11 голов в Высшей лиге, 8 из них после выхода на замену.
В сезоне 2019 чередовал выходы в стартовом составе и на замену, с 10 голами стал вторым бомбардиром команды. В сентябре продлил контракт с клубом. В сезоне 2020 стал лучшим бомбардиром чемпионата Беларуси с 19 голами, также был признан футболистом года страны.
19 июля 2021 года БАТЭ объявил о завершении сотрудничества с футболистом. В этом же месяце перешёл в солигорский «Шахтёр». Провёл свой 300 матч в Высшей Лиге 24 июля 2022 года против мозырской «Славии». В январе 2024 года футболист покинул клуб, расторгнув контракт по соглашению сторон.
В январе 2024 года футболист стал игроком жодинского «Торпедо-БелАЗ». Признан лучшим игроком клуба по итогам 2024 года (в 29 матчах высшей лиги забил 15 голов).
14 июня 2025 года в матче 12-го тура высшей лиги отличился голом в ворота «Минска» (итоговый результат — 5:1). В результате повторил рекорд Юрия Мархеля по мячам за Торпедо»
-БелАЗ в чемпионатах Беларуси. У обоих футболистов стало по 33 гола.

### В сборной
Бронзовый призёр молодёжного чемпионата Европы 2011 в Дании. На турнире забил 1 мяч в ворота исландцев. Был заявлен на Олимпийские игры 2012 в Лондоне из резервного списка вместо получившего травму перед турниром Максима Витуса. Сыграл на турнире в третьем матче против сборной Египта, выйдя на замену на 75-й минуте (1:3).
В национальной сборной Беларуси дебютировал 3 июня 2013 года в товарищеском матче со сборной Эстонии в Таллинне (2:0). Впервые отличился забитым голом в своём девятом матче в составе сборной 27 марта 2018 года, открыв счёт в товарищеской встрече со Словенией в Любляне (2:0).
| №  | Дата            | Оппонент       | Счёт | Голы  | Пасы | Карточки | Минуты | Соревнование                  |
| -- | --------------- | -------------- | ---- | ----- | ---- | -------- | ------ | ----------------------------- |
| 1  | 3 июня 2013     | Эстония        | 2:0  | —     | 1    | —        | 62'    | Товарищеский матч             |
| 2  | 14 августа 2013 | Черногория     | 1:1  | —     | —    | —        | 34'    | Товарищеский матч             |
| 3  | 5 марта 2014    | Болгария       | 1:2  | —     | —    | —        | 12'    | Товарищеский матч             |
| 4  | 28 марта 2017   | Македония      | 0:3  | —     | —    | —        | 45'    | Товарищеский матч             |
| 5  | 1 июня 2017     | Швейцария      | 0:1  | —     | —    | —        | 45'    | Товарищеский матч             |
| 6  | 9 июня 2017     | Болгария       | 2:1  | —     | —    | —        | 8 '    | Отбор ЧМ-2018 (группа A)      |
| 7  | 12 июня 2017    | Новая Зеландия | 1:0  | —     | —    | —        | 62'    | Товарищеский матч             |
| 8  | 10 октября 2017 | Франция        | 1:2  | —     | —    | —        | 25'    | Отбор ЧМ-2018 (группа A)      |
| 9  | 27 марта 2018   | Словения       | 2:0  | 36′   | —    | —        | 81'    | Товарищеский матч             |
| 10 | 6 июня 2018     | Венгрия        | 1:1  | —     | —    | —        | 7 '    | Товарищеский матч             |
| 11 | 9 июня 2018     | Финляндия      | 0:2  | —     | —    | 25'      | 90'    | Товарищеский матч             |
| 12 | 18 ноября 2018  | Сан-Марино     | 2:0  | —     | —    | —        | 25'    | Лига наций 2018/2019 (Лига D) |
| 13 | 8 июня 2019     | Германия       | 0:2  | —     | —    | —        | 27'    | Отбор ЧЕ-2020 (группа C)      |
| 14 | 6 сентября 2019 | Эстония        | 2:1  | 90+2′ | —    | —        | 13'    | Отбор ЧЕ-2020 (группа C)      |
| 15 | 9 сентября 2019 | Уэльс          | 0:1  | —     | —    | —        | 76'    | Товарищеский матч             |
| 16 | 10 октября 2019 | Эстония        | 0:0  | —     | —    | —        | 64'    | Отбор ЧЕ-2020 (группа C)      |
| 17 | 13 октября 2019 | Нидерланды     | 1:2  | —     | —    | —        | 30'    | Отбор ЧЕ-2020 (группа C)      |
| 18 | 16 ноября 2019  | Германия       | 0:4  | —     | —    | —        | 12'    | Отбор ЧЕ-2020 (группа C)      |
| 19 | 19 ноября 2019  | Черногория     | 0:2  | —     | —    | —        | 75'    | Товарищеский матч             |
| 20 | 4 сентября 2020 | Албания        | 0:2  | —     | —    | —        | 14'    | Лига наций 2020/2021 (Лига C) |
| 21 | 7 сентября 2020 | Казахстан      | 2:1  | —     | —    | —        | 56'    | Лига наций 2020/2021 (Лига C) |
| 22 | 8 октября 2020  | Грузия         | 0:1  | —     | —    | —        | 27'    | Лига наций 2020/2021 (Лига C) |
| 23 | 11 октября 2020 | Литва          | 2:2  | —     | —    | —        | 57'    | Лига наций 2020/2021 (Лига C) |
| 24 | 14 октября 2020 | Казахстан      | 2:0  | —     | —    | —        | 90'    | Лига наций 2020/2021 (Лига C) |
| 25 | 11 ноября 2020  | Румыния        | 3:5  | —     | —    | —        | 28'    | Товарищеский матч             |
| 26 | 15 ноября 2020  | Литва          | 2:0  | —     | —    | —        | 82'    | Лига наций 2020/2021 (Лига C) |
| 27 | 18 ноября 2020  | Албания        | 2:3  | 35′   | —    | —        | 86'    | Лига наций 2020/2021 (Лига C) |
| 28 | 2 июня 2021     | Азербайджан    | 1:2  | 56′   | —    | —        | 83'    | Товарищеский матч             |
| 29 | 2 сентября 2021 | Чехия          | 0:1  | —     | —    | —        | 1'     | Отбор ЧМ-2022 (Группа E)      |
| 30 | 5 сентября 2021 | Уэльс          | 2:3  | —     | —    | —        | 1'     | Отбор ЧМ-2022 (Группа E)      |
| 31 | 8 сентября 2021 | Бельгия        | 0:1  | —     | —    | —        | 69'    | Отбор ЧМ-2022 (Группа E)      |

Итого: сыграно матчей: 31 / забито голов: 4; победы: 9, ничьи: 4, поражения: 18.

## Достижения

### Командные
БАТЭ
- Чемпион Беларуси (6): 2007, 2008, 2009, 2010, 2011, 2018
- Обладатель Кубка Беларуси (3): 2009/10, 2015/16, 2019/20
- Обладатель Суперкубка Беларуси (2): 2010, 2011

«Балтика»
- Бронзовый призёр Кубка ФНЛ в 2013 году

Молодёжная сборная Беларуси
- Бронзовый призёр молодёжного чемпионата Европы: 2011

«Торпедо-БелАЗ»
- Обладатель Кубка Беларуси: 2015/16
- Обладатель Суперкубка Беларуси: 2024

«Шахтёр» (Солигорск)
- Чемпион Беларуси: 2021, 2022[a]
- Обладатель Кубка Беларуси: 2020/21
- Обладатель Суперкубка Беларуси: 2023

### Личные
- Включён БФФ в список 22 лучших футболистов чемпионата Беларуси (4): 2009, 2019, 2020, 2021
- Футболист года в Беларуси: 2020[24]